# NGC 3117
NGC 3117 is een elliptisch sterrenstelsel in het sterrenbeeld Sextant. Het hemelobject werd op 15 maart 1877 ontdekt door de Franse astronoom Édouard Jean-Marie Stephan.

## Synoniemen
- UGC 5445
- MCG 1-26-14
- ZWG 36.38
- NPM1G +03.0242
- PGC 29340